# ビョルン・トーレ・クヴァルメ
ビョルン・トーレ・クヴァルメ（Bjørn Tore Kvarme、1972年6月17日 - ）は、ノルウェー・トロンハイム出身の元サッカー選手。ポジションはDF。

## 経歴
ノルウェーのトロンハイムに生まれ、1991年にローゼンボリBKとプロ契約を交わした。ローゼンボリでは通算6シーズンプレーし、そのうち5シーズンでリーグ優勝を果たした。1996年の秋、国内のスターベクIFが獲得に乗り出したが、プレミアリーグのリヴァプールFCがより高い移籍金を掲示したため、後者のクラブに加入することになった。リヴァプールには3シーズン在籍した。1999年、フランスのASサンテティエンヌに移籍し、在籍2シーズン目からはクラブのキャプテンを務めた。
2001年7月、ラ・リーガ史上7人目のノルウェー人としてレアル・ソシエダに加入した。1シーズン目はCBのポジションでブラジル人のルイス・アルベルトとコンビを組み、リーグ戦34試合に出場した。翌シーズンは出番が減少したが、クラブはレアル・マドリードに次ぐラ・リーガ準優勝を果たし。来シーズンのUEFAチャンピオンズリーグ出場権を獲得し、クヴァルメにとってはリヴァプール在籍時以来の舞台となった。3シーズン目終了後、契約満了でクラブを退団した。
2004年にSCバスティアへ移籍するが、クラブがリーグ・ドゥに降格したため、わずか1シーズンでクラブを去り、2008年に古巣ローゼンボリBKで現役を引退した。